# Cour de récréation verte
 (août 2022).
Les cours de récréation vertes sont des cours de récréation végétalisées.

## Cours de récréation vertes dans le monde
Les cours d'écoles végétalisées existent un peu partout dans le monde.
Les pays d’Europe du Nord sont précurseurs en Europe dans ce domaine. En Allemagne, en Suisse ou au Danemark, certaines écoles et crèches sont même installées dans les bois.

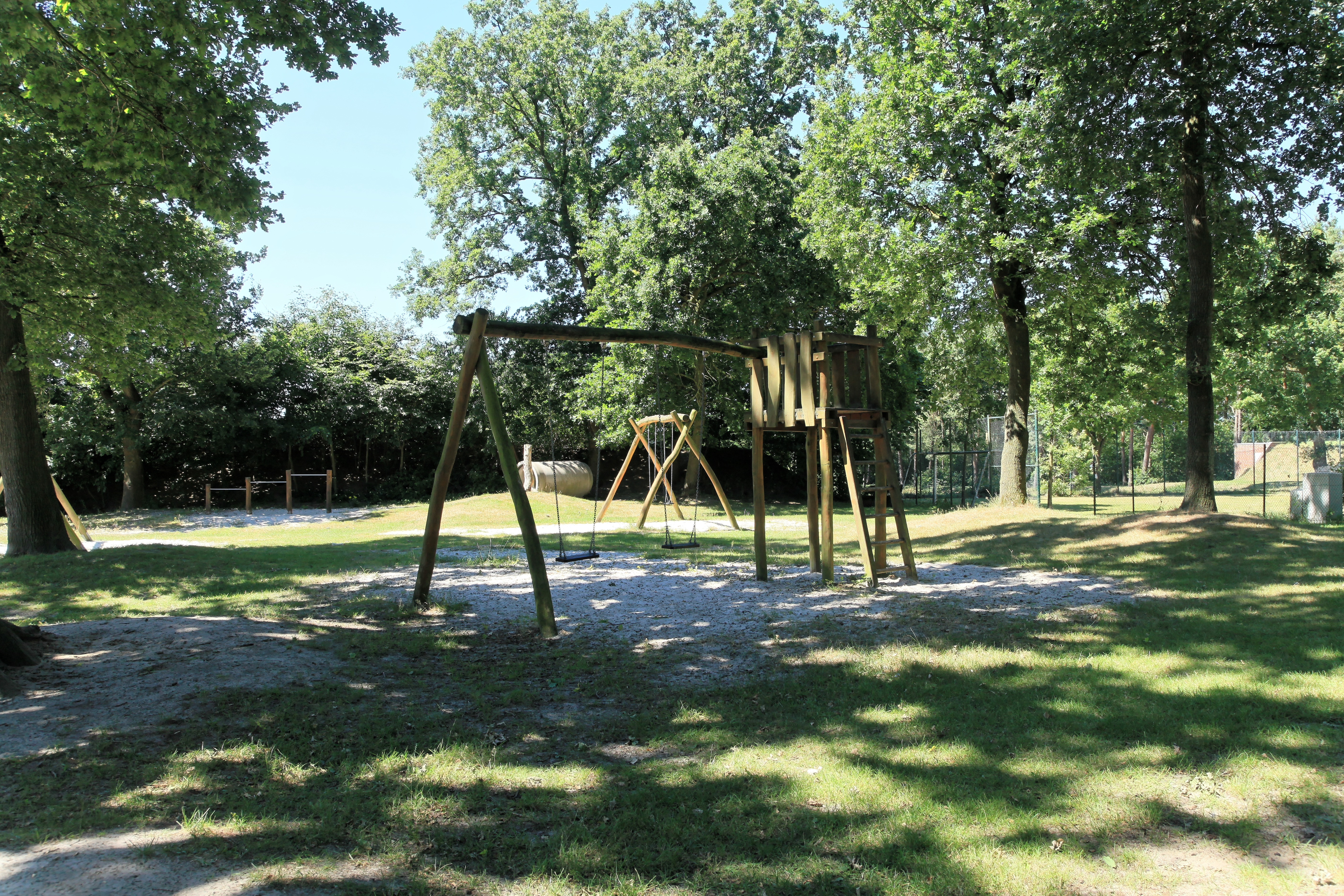
Walchum, Allemagne.
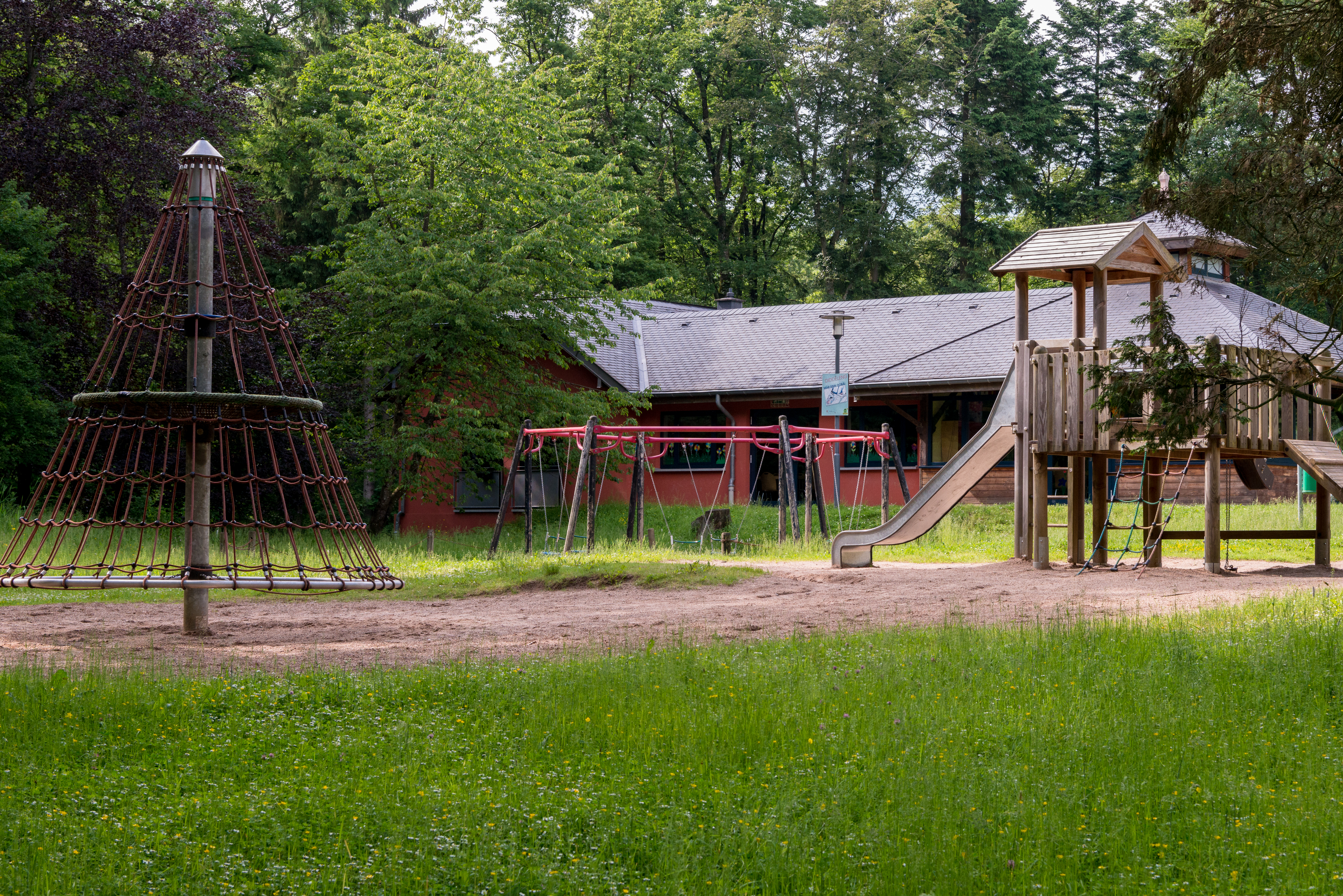
Dudelange, Luxembourg.
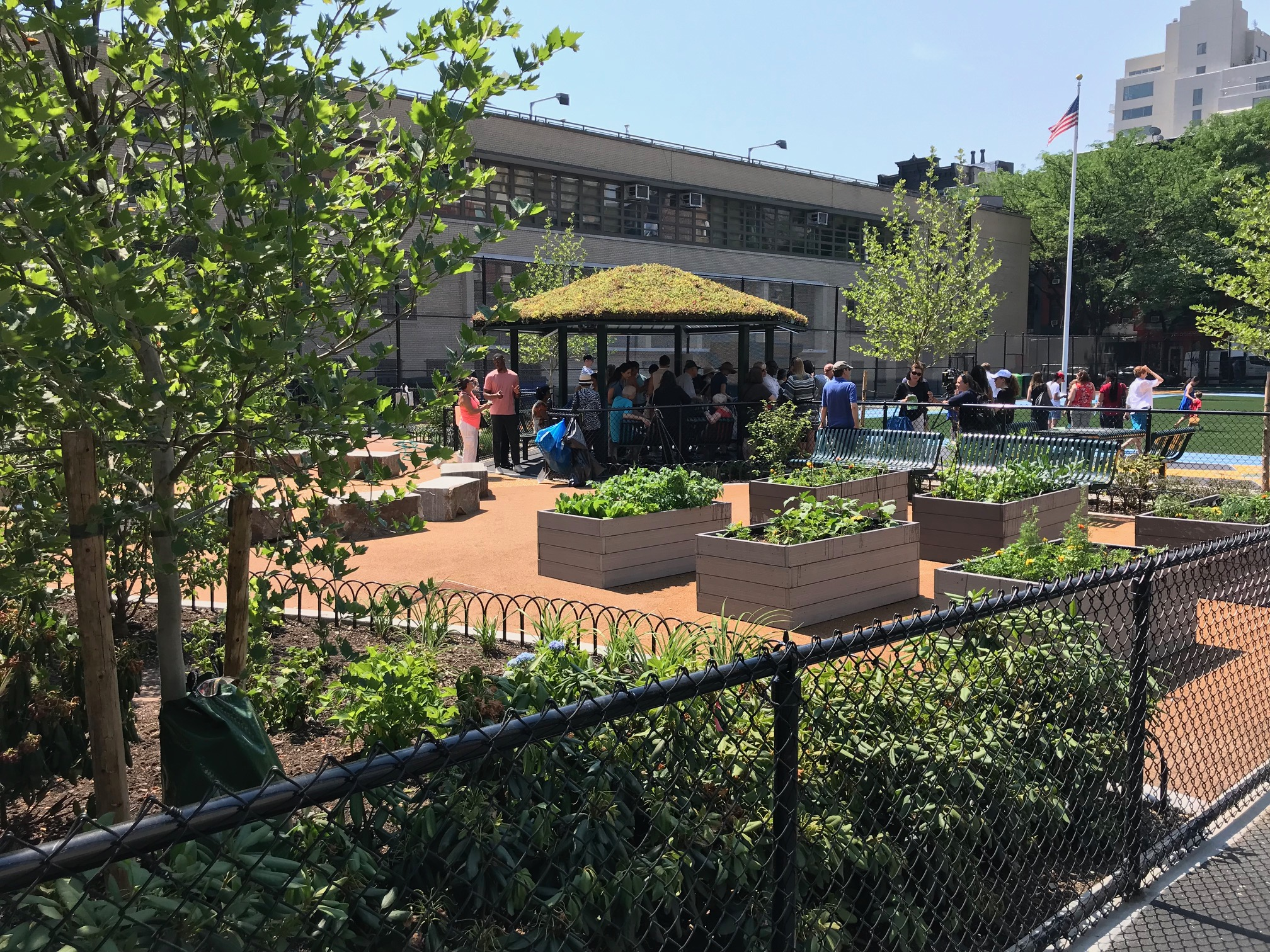
New York, États-Unis.
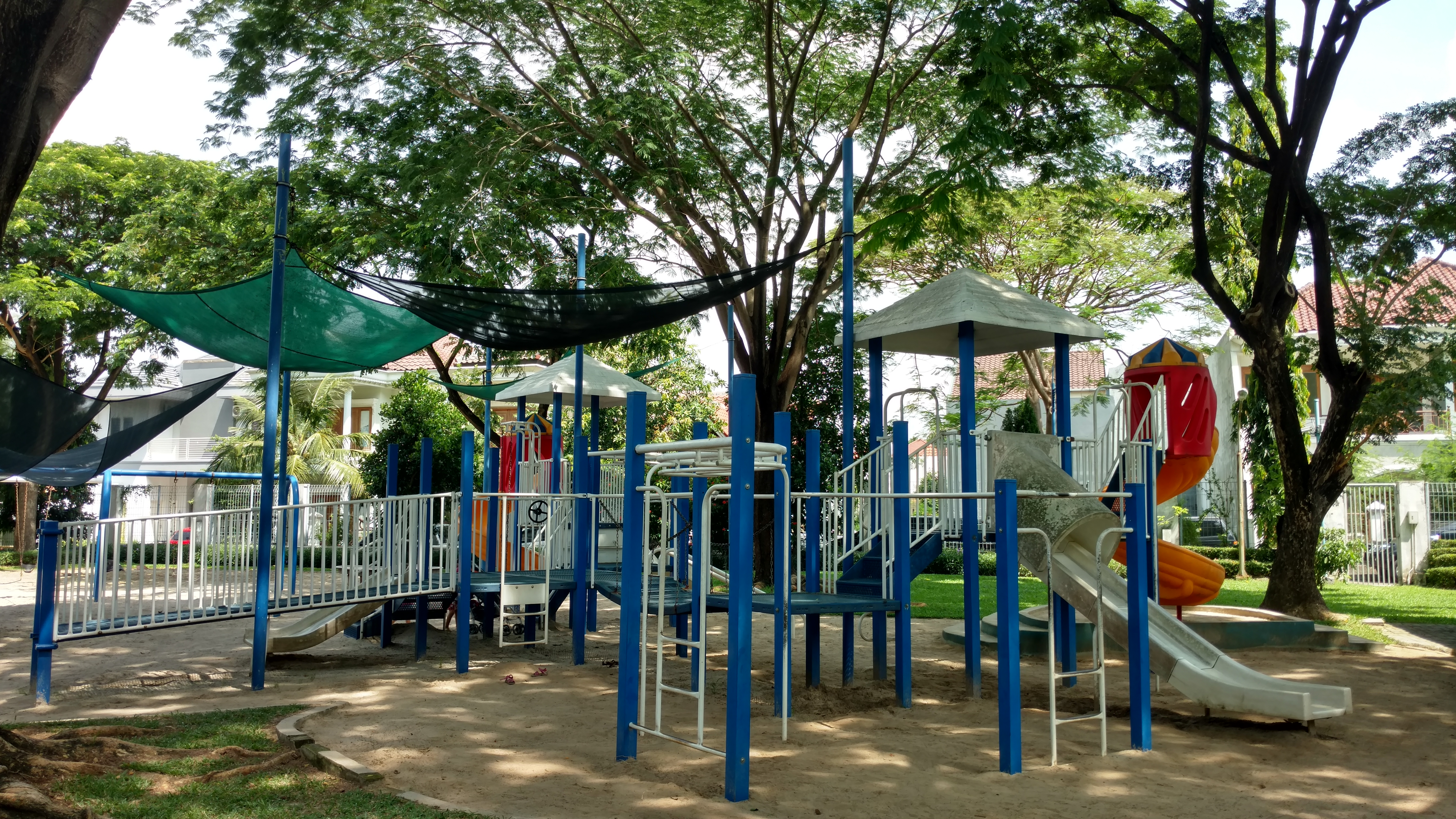
Surabaya, Indonésie.

## Végétalisation des cours de récréation en France
En France, les Conseils d'architecture, d'urbanisme et de l'environnement (CAUE), dans les départements où ils existent, notamment les paysagistes, sont souvent associés à l'élaboration des cours d'école ou leur rénovation. 
Un mouvement pour désimperméabiliser les cours d'école prend de l'ampleur à la fin des années 2010. 
À Paris, les projets de « cours oasis », lancés dès 2017, dans le cadre de son Plan résilience, et pour appliquer le Zonage pluvial de Paris, sont précurseurs. En 2022, une quarantaine de cours ont ainsi déjà été transformées dans la capitale. 
À l'échelle nationale, ces projets sont souvent l'initiative d'élus écologistes, ou d'une majorité plurielle dont font partie des élus écologistes : 
- À Marseille, 3 cours ont été réalisées en 2021, et 10 autres étaient en phase d'étude[3],
- À Lyon, en 2021, les projets sont réalisés pour 5 écoles, et un total de 70 (soit environ un tiers du total des écoles de la ville) est prévu d'ici 2026 (fin du mandat local)[4],
- À Lille, la ville a commencé par végétaliser l'ensemble des 79 écoles, et vise à partir de 2022 la désimperméabilisation de la surface totale de toutes les cours[5],
- À Strasbourg, en 2020, six écoles dans trois groupes scolaires, ont déjà fait l’objet de travaux de végétalisation, et 7 en 2021. À la suite d'un appel à candidature auprès de toutes les écoles, 42 dossiers ont été réceptionnés[6].
- À Bordeaux, le projet de « cours buissonnières » porte sur plus d'une centaine d'établissements et prévoit des aménagements de qualité sans pour autant refaire toutes les surfaces à neuf, dans un souci de sobriété et d'économie. Le programme de travaux va ainsi s'étendre sur une dizaine d'années et représenter un budget d'environ 18 millions d'euros[7].
- À Poitiers, l'objectif est d'au maximum enlever le bitume des cours de récré pour y planter des arbres à travers les 44 écoles publiques. Un budget annuel de 200 000 € y est consacré[8],
- À Blois, une cour d'école a été transformée en 2021, et 3 étaient en projet[9].

Le Cerema a également édité un guide sur le sujet (Réaménager les cours d'école : Une série de fiches sur les retours d'expérience).

## Bénéfices
Le bénéfice est multiple : diminution des îlots de chaleur (donc de l'usage de la climatisation émettrice de gaz à effet de serre à l'échelle de l'îlot, pour le bâtiment d'école mais aussi les bâtiments proches), gestion intégrée des eaux pluviales (GIEP) sur site limitant les inondations et surverses polluantes des stations d'épuration (débordement lié à des surcharges en cas de forte pluie), stockage du carbone en cas de plantation d'arbres, biodiversité, éducation à l'environnement, amélioration du cadre de vie (voir des arbres diminue le risque de dépressions), diminution des blessures et de la violence. Et c'est souvent l'occasion de dégenrer la cour pour ne pas qu'elle soit monopolisée par les garçons jouant au foot.
La baisse des tensions grâce aux cours végétalisées est confirmée par de nombreuses recherches.

### Articles
- Végétalisation
- Cour Oasis